# Rocky 5
Rocky 5 (izvirni naslov Rocky V) je bil zadnji film iz serije Rocky, ki je bil predvajan, a medtem je posnet že 6. del serije.